# Pittsburgh City Paper
O Pittsburgh City Paper é um jornal da região metropolitana de Pittsburgh, Pensilvânia, Estados Unidos.